# Élections législatives luxembourgeoises de 2013
Les élections législatives de 2013 (en luxembourgeois : Chamberwale vum 20. Oktober 2013 et en allemand : Kammerwahl 2013) se sont déroulées de manière anticipée le 20 octobre 2013, afin de désigner les soixante députés de la législature 2013-2018 de la Chambre des députés du Luxembourg.
Le Parti populaire chrétien-social (CSV) arrive en tête bien qu'en recul, et Xavier Bettel remplace Jean-Claude Juncker au poste de premier ministre après avoir formé une coalition entre son Parti démocratique, le  Parti ouvrier socialiste luxembourgeois et Les Verts. Le CSV se retrouve ainsi dans l'opposition pour la première fois depuis 1979.

## Contexte
Prévues à l'origine en même temps que les élections européennes de 2014, elles ont été anticipées, pour la première fois depuis 1969, à la suite de la rupture de la coalition au pouvoir ; en effet, le Parti ouvrier socialiste luxembourgeois (LSAP) a cessé de soutenir le gouvernement en juillet, à la suite d'un scandale impliquant les services secrets.
Malgré une relative stabilité dans les rapports de force entre partis, elles pourraient déboucher sur la fin du pouvoir de Jean-Claude Juncker, Premier ministre depuis 1995, par une alliance entre le LSAP, le Parti démocratique et les Verts. Le Parti populaire chrétien-social (CSV) du Premier ministre sortant reste la première formation politique du Parlement, mais perd des voix par rapport à la précédente élection.
C'est finalement Xavier Bettel qui devient Premier ministre, en s'alliant avec les socialistes et les écologistes, une coalition à trois pour la première fois à la tête du pays. Le nouveau chef du gouvernement entre en fonctions le 4 décembre, succédant à Jean-Claude Juncker qui était en poste depuis près de 19 ans. Après 35 ans au gouvernement, le CSV se retrouve dans l'opposition.

## Organisation

### Mode de scrutin
| Circonscriptions    | Députés | Carte                                   |
| ------------------- | ------- | --------------------------------------- |
| Sud                 | 23      | \| Sud Est Centre Nord \|               |
| Est                 | 7       | \| Sud Est Centre Nord \|               |
| Centre              | 21      | \| Sud Est Centre Nord \|               |
| Nord                | 9       | \| Sud Est Centre Nord \|               |
|                     |         |                                         |
| Total               | 60      | Carte des circonscriptions électorales. |
| Sud Est Centre Nord |         |                                         |

Le Luxembourg est doté d'un parlement monocaméral, la Chambre des députés, dont les 60 membres sont élus au scrutin proportionnel plurinominal de liste avec possibilité d'un panachage et d'un vote préférentiel. La répartition des sièges est faite selon la méthode Hagenbach-Bishoff dans quatre circonscriptions plurinominales — Sud, Centre, Nord et Est — dotées respectivement de 23, 21, 9 et 7 députés. Il n'est pas fait recours à un seuil électoral.

## Forces en présence
| Parti politique | Parti politique                                                                          | Chef de file        | Positionnement et idéologie                                                                   | Slogan(s),                                              | Sièges en 2009 |
| --------------- | ---------------------------------------------------------------------------------------- | ------------------- | --------------------------------------------------------------------------------------------- | ------------------------------------------------------- | -------------- |
|                 | Parti populaire chrétien-social (lb) Chrëschtlech-Sozial Vollekspartei                   | Jean-Claude Juncker | Centre droit Démocratie chrétienne, conservatisme social                                      | Zesummen fir Lëtzebuerg « Ensemble pour le Luxembourg » | 26 / 60        |
|                 | Parti ouvrier socialiste luxembourgeois (lb) Lëtzebuerger Sozialistesch Aarbechterpartei | Etienne Schneider   | Centre gauche Social-démocratie, europhilie                                                   | Loscht op muer « Désir d'avenir »                       | 13 / 60        |
|                 | Parti démocratique (lb) Demokratesch Partei                                              | Xavier Bettel       | Centre droit Libéralisme, social-libéralisme, europhilie                                      | Deng Stëmm fir d'Zukunft « Ta voix pour l'avenir »      | 9 / 60         |
|                 | Les Verts (lb) déi Gréng                                                                 |                     | Centre gauche Écologisme                                                                      |                                                         | 7 / 60         |
|                 | Parti réformiste d'alternative démocratique (lb) Alternativ Demokratesch Reformpartei    |                     | Droite National-conservatisme, Libéralisme, Euroscepticisme                                   |                                                         | 4 / 60         |
|                 | La Gauche (lb) déi Lénk                                                                  |                     | Gauche à gauche radicale Anticapitalisme, socialisme démocratique, féminisme, euroscepticisme |                                                         | 1 / 60         |
|                 | Parti communiste luxembourgeois (lb) Kommunistesch Partei Lëtzebuerg                     | Ali Ruckert         | Extrême gauche Communisme, marxisme-Léninisme, euroscepticisme                                |                                                         | 0 / 60         |
|                 | Parti pirate (lb) Piratepartei Lëtzebuerg                                                |                     | Syncrétisme Cyberdémocratie, accès à l'information, protection de la vie privée               |                                                         | Nouveau        |
|                 | Parti pour la démocratie intégrale (lb) Partei fir Integral Demokratie                   |                     | Syncrétisme Social-libéralisme, progressisme, europhilie                                      |                                                         | Nouveau        |

## Résultats

### Résultats nationaux
|                        |                                                   |           |       |      |        |               |  |  |  |  |  |  |  |  |
| Partis                 | Partis                                            | Voix      | %     | +/-  | Sièges | +/-           |  |  |  |  |  |  |  |  |
|                        | Parti populaire chrétien-social (CSV)             | 1 103 636 | 33,68 | 3,66 | 23     | 3             |  |  |  |  |  |  |  |  |
|                        | Parti ouvrier socialiste luxembourgeois (LSAP)    | 664 586   | 20,28 | 2,71 | 13     | en stagnation |  |  |  |  |  |  |  |  |
|                        | Parti démocratique (DP)                           | 597 879   | 18,25 | 3,94 | 13     | 4             |  |  |  |  |  |  |  |  |
|                        | Les Verts (Gréng)                                 | 331 920   | 10,13 | 1,36 | 6      | 1             |  |  |  |  |  |  |  |  |
|                        | Parti réformiste d'alternative démocratique (ADR) | 217 683   | 6,64  | 1,06 | 3      | 1             |  |  |  |  |  |  |  |  |
|                        | La Gauche (Lénk)                                  | 161 759   | 4,94  | 1,33 | 2      | 1             |  |  |  |  |  |  |  |  |
|                        | Parti pirate (PPL)                                | 96 270    | 2,94  | 2,94 | 0      | Nv.           |  |  |  |  |  |  |  |  |
|                        | Parti communiste luxembourgeois (KPL)             | 53 669    | 1,64  | 1,64 | 0      | en stagnation |  |  |  |  |  |  |  |  |
|                        | Parti pour la démocratie intégrale (PID)          | 49 290    | 1,50  | 1,50 | 0      | Nv.           |  |  |  |  |  |  |  |  |
| Total des voix         | Total des voix                                    | 3 276 692 | 100   |      |        |               |  |  |  |  |  |  |  |  |
|                        |                                                   |           |       |      |        |               |  |  |  |  |  |  |  |  |
| Votes valides          | Votes valides                                     | 203 557   | 93,18 |      |        |               |  |  |  |  |  |  |  |  |
| Votes blancs et nuls   | Votes blancs et nuls                              | 14 896    | 6,82  |      |        |               |  |  |  |  |  |  |  |  |
| Total                  | Total                                             | 218 453   | 100   | –    | 60     | en stagnation |  |  |  |  |  |  |  |  |
| Abstentions            | Abstentions                                       | 21 215    | 8,85  |      |        |               |  |  |  |  |  |  |  |  |
| Inscrits/Participation | Inscrits/Participation                            | 239 668   | 91,15 |      |        |               |  |  |  |  |  |  |  |  |

Résultats selon l'axe gauche / droite : 
| 2    | 13   | 6     | 13 | 23  | 3   |
| Lénk | LSAP | Gréng | DP | CSV | ADR |

Majorité gouvernementale :
| 13   | 6     | 13 | 23  | 3   | 2    |
| LSAP | Gréng | DP | CSV | ADR | Lénk |

### Résultats par circonscription
| Circonscriptions         | Circonscriptions         | Sud       | Sud       | Sud    | Sud           | Est     | Est     | Est    | Est           | Centre    | Centre    | Centre | Centre        | Nord    | Nord    | Nord   | Nord          |
| ------------------------ | ------------------------ | --------- | --------- | ------ | ------------- | ------- | ------- | ------ | ------------- | --------- | --------- | ------ | ------------- | ------- | ------- | ------ | ------------- |
|                          |                          |           |           |        |               |         |         |        |               |           |           |        |               |         |         |        |               |
| Sièges                   | Sièges                   | 23        | 23        | 23     | en stagnation | 7       | 7       | 7      | en stagnation | 21        | 21        | 21     | en stagnation | 9       | 9       | 9      | en stagnation |
|                          |                          |           |           |        |               |         |         |        |               |           |           |        |               |         |         |        |               |
|                          |                          | Nombre    | Nombre    | %      | %             | Nombre  | Nombre  | %      | %             | Nombre    | Nombre    | %      | %             | Nombre  | Nombre  | %      | %             |
| Total des voix           | Total des voix           | 1 672 663 | 1 672 663 | 100,00 | 100,00        | 194 458 | 194 458 | 100,00 | 100,00        | 1 091 453 | 1 091 453 | 100,00 | 100,00        | 318 099 | 318 099 | 100,00 | 100,00        |
| Blancs et nuls           | Blancs et nuls           | 6 280     | 6 280     | 7,17   | 7,17          | 2 004   | 2 004   | 6,48   | 6,48          | 3 872     | 3 872     | 6,40   | 6,40          | 2 707   | 2 707   | 6,78   | 6,78          |
| Valables                 | Valables                 | 81 294    | 81 294    | 92,83  | 92,83         | 28 907  | 28 907  | 93,52  | 93,52         | 56 600    | 56 600    | 93,60  | 93,60         | 37 210  | 37 210  | 93,22  | 93,22         |
| Votants                  | Votants                  | 87 574    | 87 574    | 100,00 | 100,00        | 30 911  | 30 911  | 100,00 | 100,00        | 60 472    | 60 472    | 100,00 | 100,00        | 39 917  | 39 917  | 100,00 | 100,00        |
| Abstentions              | Abstentions              | 7 823     | 7 823     | 8,20   | 8,20          | 2 930   | 2 930   | 8,66   | 8,66          | 6 760     | 6 760     | 10,06  | 10,06         | 3 281   | 3 281   | 7,60   | 7,60          |
| Inscrits / Participation | Inscrits / Participation | 95 397    | 95 397    | 91,80  | 91,80         | 33 841  | 33 841  | 91,34  | 91,34         | 67 232    | 67 232    | 89,95  | 89,95         | 43 198  | 43 198  | 92,41  | 92,41         |
|                          |                          |           |           |        |               |         |         |        |               |           |           |        |               |         |         |        |               |
| Partis                   | Partis                   | Voix      | %         | Sièges | +/−           | Voix    | %       | Sièges | +/−           | Voix      | %         | Sièges | +/−           | Voix    | %       | Sièges | +/−           |
|                          | CSV                      | 539 306   | 32,24     | 8      | 1             | 71 727  | 36,89   | 3      | 1             | 385 405   | 35,31     | 8      | 1             | 107 163 | 33,69   | 4      | en stagnation |
|                          | LSAP                     | 421 519   | 25,20     | 7      | en stagnation | 28 385  | 14,60   | 1      | en stagnation | 159 875   | 14,65     | 3      | 1             | 54 788  | 17,22   | 2      | 1             |
|                          | DP                       | 213 182   | 12,75     | 3      | 1             | 36 237  | 18,64   | 2      | 1             | 273 092   | 25,02     | 6      | 2             | 75 426  | 23,71   | 2      | en stagnation |
|                          | Gréng                    | 163 641   | 9,78      | 2      | en stagnation | 25 486  | 13,11   | 1      | en stagnation | 114 142   | 10,46     | 2      | 1             | 28 646  | 9,01    | 1      | en stagnation |
|                          | ADR                      | 125 826   | 7,52      | 2      | en stagnation | 16 901  | 8,69    | 0      | en stagnation | 54 709    | 5,01      | 1      | en stagnation | 20 246  | 6,37    | 0      | 1             |
|                          | Lénk                     | 95 819    | 5,73      | 1      | en stagnation | 5 941   | 3,06    | 0      | en stagnation | 51 859    | 4,75      | 1      | 1             | 8 138   | 2,56    | 0      | en stagnation |
|                          | PPL                      | 50 676    | 3,03      | 0      | Nv            | 5 226   | 2,69    | 0      | Nv            | 29 631    | 2,72      | 0      | Nv            | 10 733  | 3,37    | 0      | Nv            |
|                          | KPL                      | 40 123    | 2,40      | 0      | en stagnation | 1 537   | 0,79    | 0      | en stagnation | 9 422     | 0,86      | 0      | en stagnation | 2 575   | 0,81    | 0      | en stagnation |
|                          | PID                      | 22 571    | 1,35      | 0      | Nv            | 3 018   | 1,55    | 0      | Nv            | 13 318    | 1,22      | 0      | Nv            | 10 384  | 3,26    | 0      | Nv            |

### Composition de la Chambre des députés
| Sud | Est | Centre | Nord |
| --- | --- | --- | --- |
| 1. Nancy Kemp-Arendt (CSV) 2. Jean Asselborn (LSAP) 3. Mars Di Bartolomeo (LSAP) 4. Eugène Berger (DP) 5. Alex Bodry (LSAP) 6. Félix Braz (Gréng) 7. Yves Cruchten (LSAP) 8. Sylvie Andrich-Duval (CSV) 9. Félix Eischen (CSV) 10. Georges Engel (LSAP) 11. Gast Gibéryen (ADR) 12. Gusty Graas (DP) 13. Jean-Marie Halsdorf (CSV) 14. Jean-Claude Juncker (CSV) 15. Fernand Kartheiser (ADR) 16. Dan Kersch (LSAP) 17. Josée Lorsché (Gréng) 18. Claude Meisch (DP) 19. Lydia Mutsch (LSAP) 20. Gilles Roth (CSV) 21. Marc Spautz (CSV) 22. Serge Urbany (Lénk) 23. Michel Wolter (CSV) | 1. Lex Delles (DP) 2. Françoise Hetto-Gaasch (CSV) 3. Léon Gloden (CSV) 4. Henri Kox (Gréng) 5. Octavie Modert (CSV) 6. Maggy Nagel (DP) 7. Nicolas Schmit (LSAP) | 1. Diane Adehm (CSV) 2. Marc Angel (LSAP) 3. François Bausch (Gréng) 4. Simone Beissel (DP) 5. Xavier Bettel (DP) 6. Anne Brasseur (DP) 7. Corinne Cahen (DP) 8. Franz Fayot (LSAP) 9. Luc Frieden (CSV) 10. Alexander Krieps (DP) 11. Marc Lies (CSV) 12. Viviane Loschetter (Gréng) 13. Paul-Henri Meyers (CSV) 14. Laurent Mosar (CSV) 15. Marcel Oberweis (CSV) 16. Lydie Polfer (DP) 17. Roy Reding (ADR) 18. Etienne Schneider (LSAP) 19. Justin Turpel (Lénk) 20. Serge Wilmes (CSV) 21. Claude Wiseler (CSV) | 1. André Bauler (DP) 2. Emile Eicher (CSV) 3. Camille Gira (Gréng) 4. Charles Goerens (DP) 5. Claude Haagen (LSAP) 6. Martine Hansen (CSV) 7. Aly Kaes (CSV) 8. Marco Schank (CSV) 9. Romain Schneider (LSAP) |